# Bogdănești (Vaslui)
Bogdănești es una comuna ubicada en el distrito de Vaslui, Rumania.

## Superficie
Posee una superficie de 72,56 kilómetros cuadrados.

## Demografía
Hasta 2021 la población era de 3369 habitantes, con una densidad de población de 46,43 habitantes por kilómetro cuadrado.